# Peperomia inconspicua
Peperomia inconspicua är en pepparväxtart som beskrevs av C. Dc.. Peperomia inconspicua ingår i släktet peperomior, och familjen pepparväxter. Inga underarter finns listade i Catalogue of Life.